# Wydawnictwo Michalineum
Wydawnictwo Michalineum – wydawnictwo założone w 1910 roku przez bł. ks. Bronisława Markiewicza, który pragnął uruchomić własną drukarnię i rozwinąć działalność wydawniczą. 
Za czasów bł. ks. Bronisława Markiewicza funkcjonowało pod tytułem: Drukarni Towarzystwa Powściągliwość i Praca pod zarządem Stanisława Trojana w Miejscu Piastowym, gdzie wydawało czasopismo Powściągliwość i Praca.
Jego następca Tadeusz Rzepa Birecki, urzędujący od 1924 roku, zmienił nazwę drukarni na: Drukarnia Towarzystwa św. Michała Archanioła w Miejscu Piastowym. Małopolska. Ten zbyt długi, dwuczłonowy tytuł przyczynił się do powstania skrótowej nazwy drukami i wydawnictwa: Michalineum.
W czasie II wojny światowej Niemcy przejęli kontrolę nad wydawnictwem oraz drukarnią, która wznowiła swoją działalność wznowiła dopiero po zakończeniu konfliktu. Jednakże, wkrótce została ona ponownie zamknięta w 1950 przez władze PRL. Instytucja została reaktywowana dekretem władz zakonu Michalitów z 8 grudnia 1981, a rok później, 30 grudnia 1982 władze państwowe zezwoliły na wznowienie wydawania miesięcznika Powściągliwość i Praca. 22 kwietnia 1983 Ministerstwo Kultury i Sztuki zezwoliło na zbudowanie nowej drukarni w Markach koło Warszawy. 
Aktualnie jest to nowoczesny zakład wydawniczy, wyposażony w dobrze zaopatrzoną drukarnię i należy do czołowych wydawnictw katolickich w Polsce. Do 2006 roku wydawało miesięcznik Powściągliwość i Praca, a od roku 1995 także dwumiesięcznik dla czcicieli Patrona Zgromadzenia św. Michała Archanioła – Któż jak Bóg!.
Na początku 2011 roku wydawnictwo Michalineum stworzyło portret beatyfikacyjny i zarazem kanonizacyjny Jana Pawła II.